# KENN
KENN（ケン，1982年3月24日—），本名大橋賢一郎（日语：／ Ōhashi Kenichirō），是日本的男歌手、演員、聲優，Zynchro所屬。東京都出身，東京自由学園畢業。

## 經歷
2003年作為支援成員加入樂團The NaB's，後來在電視節目投票中得到支持，成爲正式成員。在樂團裏擔當主唱、鍵盤手。可是在2006年10月，樂團活動終止。
2004年開始投身演藝與配音，自樂團終止活動起主要活躍於這兩個方面。2009年發行第一張個人名義的單曲大碟，重開他的歌手路。2014年五月推出第一張小專輯。
近年身為聲優愈來愈知名。雖然有時的工作會偏向舞臺劇、唱歌、配音的任意範疇，可是本人言：“最初是由音樂活動入行，希望由此為起點，將三個行業毫無保留同時進行（心目中是想各佔33.333...%）。”

## 名字相關

### 藝名由來
樂團成員多數以英文為命名，自身最初也打算用「KEN」作名字。可是由於和其他成員名字重復，而且有名會占卜的同事跟他說「多加個 N 運氣會變好」，就用了「KENN」為名。因爲這藝名，在見面會裏面被鈴村健一、鳥海浩輔等調戲過。

### 暱稱由來
參演網球王子舞台劇的時候，被一同演出的演員用英文念他的名字，漸漸以此為暱稱，甚至有人搞混哪個是藝名，哪個是暱稱。好像很在意自己的暱稱，在電台等場合說過自己的的暱稱是平假名的「けんぬ」不是片假名的「ケンヌ」。

## 出演作品

### 電視動畫
2004年
- 遊戲王GX（遊城十代）

2006年
- 飛輪少年（美鞍葛馬）
- 數碼獸拯救者（聖／バイオサンダーバーモン／バイオダークドラモン）

2007年
- 家庭教師HITMAN REBORN!（迪諾）
- 遊戲王GX（霸王十代）

2008年
- 迷宮塔 ～烏魯克之盾～（基魯）

2009年
- 迷宮塔 ～烏魯克之劍～（基魯）
- FRESH光之美少女!（一条和希）
- 奇蹟列車～歡迎來到大江戶線～（六本木史）
- 卡片鬥士翔（赤丸力）

2010年
- 黑執事II（羅納德·諾克斯）
- 傳說的勇者的傳說（拉夫拉）

2011年
- 全職獵人 Hunter x Hunter（芬克斯）
- 寶石寵物 Twinkle☆（賈斯帕）
- 寶石寵物 Sunshine（賈斯帕）
- 星光少女 極光之夢（響）
- 最後流亡-銀翼的飛夢-（弗利茲）
- 美食獵人TORIKO（瀧丸）

2012年
- 宇宙兄弟 （南波日日人、日日人（兔子））
- 向銀河開球（降矢虎太）
- 能量獸之戰獸旋戰鬥（徹斯·斯諾）
- HUNTER×HUNTER（芬克斯）
- 星光少女 Dear My Future（響）
- 寶石寵物 Kira☆Deco！（賈斯帕）
- 寶石寵物 Sunshine（賈斯帕、第十四代武者小路篤胤）

2013年
- 寶石寵物 Happiness（賈斯帕）
- 蟲奉行（月島仁兵衛）
- 兄弟鬥爭（朝日奈風斗）
- 境界的彼方（神原秋人）
- 武士弗拉明戈（黑木闇兒）
- 熱風海陸 BushiRoad（周防）

2014年
- 魔神之骨（龍神翔悟）
- Lady 寶石寵物（王子：米烏拉）
- Baby Steps ~網球優等生~（井出義明）
- 閃爍的青春（小湊亞耶）
- 黑執事 Book of Circus（羅納德·諾克斯）
- 鑽石王牌（神谷卡爾羅斯俊樹）
- 宇宙浪子（艾薩克）
- 火星異種「阿聶克斯1號篇」（阿萊克斯·K·斯圖亞特）
- 寄生獸 生命的準則（光雄）
- 晨曦公主（丁宇／邰悟/テウ）

2015年
- 亞爾斯蘭戰記（奇夫）
- 無頭騎士異聞錄 DuRaRaRa!!×2 轉（寫樂影次郎）
- 高校星歌劇（虎石和泉）
- Lady 寶石寵物（賈斯帕）

2016年
- 無頭騎士異聞錄 DuRaRaRa!!×2 結（寫樂影次郎）
- Divine Gate（歐文）
- 亞人（渡邊）
- 火星異種 復仇（阿萊克斯·K·斯圖亞特）
- 超時空要塞Δ（波克·康法爾特）
- 雙星之陰陽師（婆娑羅：山門[1]）
- DAYS（火村真弓）
- 亞爾斯蘭戰記 風塵乱舞（奇夫）
- Scared Rider Xechs（無月聖）
- 月歌。（皐月葵）
- 終末的伊澤塔（漢斯）
- 超心動！文藝復興（墨之宮葵）
- 新雷鳥神機隊（約翰·崔西 John Tracy）

2017年
- MARGINAL#4 由KISS開始創造的Big Bang（野村L）
- 高校星歌劇 第2期（虎石和泉）
- 喧嘩番長 乙女－Girl Beats Boys－（箕輪斗斗丸[2]）
- 將國戡亂記（居魯士·伊奧斯·阿波羅托洛斯）
- 我的英雄學院 第2期（原住民）
- 泥鯨之子們在沙地上歌唱（ロハリト·ノ·アモンロギア）

2018年
- IDOLiSH7-偶像星願-（四葉環）
- 霸穹 封神演義（黃天化）
- Butlers～千年百年物語～（藤代悠希）
- 黑色五葉草（利奧波德・凡米里歐）

2019年
- 明治東京戀伽（菱田春草）
- 消滅都市（路易）
- 琴之森 第二季（雷弗·席曼諾夫斯基）
- JoJo的奇妙冒險 黃金之風（賽可）
- 籃球少年王（茶木正廣[3]）
- 在地下城尋求邂逅是否搞錯了什麼 第二季（雅辛托斯·克利俄）
- TRY KNIGHTS（狩矢光）
- 我的英雄學院 第4期（竊野盜）
- 鬼滅之刃（下弦之陸：釜鵺）

2020年
- 妖怪學園Y ～第N類接觸～（參步勉、木田栗鼠人、田町透、堀越UG、黑田鬼一、橫金、莫西莫西兄弟、美國人、鐵達因）
- IDOLiSH7-偶像星願- Second BEAT!（四葉環）
- 文豪與鍊金術師 ～審判的齒輪～（武者小路實篤）
- 月歌。THE ANIMATION 2 （皐月葵）
- 哆啦A夢（加藤驅）

2021年
- ICHU偶像進行曲（愛童星夜）
- 工作細胞Black （紅血球〈AC1677〉）
- 神奇柑仔店 錢天堂（水野雄太）
- 怪病醫拉姆尼 （健吾）
- SD鋼彈世界 群英集（炎皇張飛神鋼彈）
- 寶可夢 旅途（海里）
- 名偵探柯南（太刀川公之）
- IDOLiSH7-偶像星願- Third BEAT!（四葉環）
- MUTEKING THE Dancing HERO（ステキング）

2022年
- 白金終局（佩涅瑪）
- 射擊覺醒！激鬥瓶蓋人DX（帆狩琉）
- 更多！怪傑佐羅力（ルクマ）
- 龍族拼圖（ワカモン）
- 機動戰士GUNDAM 水星的魔女（奧傑洛·加貝爾）
- BLEACH 千年血戰篇（貝雷尼克·賈布利耶里）

2023年
- 開闊天空！光之美少女（巴塔蒙達）
- 愛犬訊號（久寶鈴之介[4]）
- 我的推是壞人大小姐。（羅德·保亞[5]）

2024年
- 靠廢柴技能【狀態異常】成為最強的我將蹂躪一切（小山田翔吾[6]）
- 多數欠（入賀煉[7]）

2025年
- 完美到難以接近的聖女遭到解除婚約後被賣到鄰國（[8]）
- CITY THE ANIMATION（安達太良達太[9]）

### OVA
2013年
- 暗殺教室（前原陽斗）※隨漫畫第7卷發售

2014年
- 常住戰陣！！蟲奉行「真正的武士」（月島仁兵衛）※隨漫畫第15卷發售
- 常住戰陣！！蟲奉行「戀愛中的火鉢」（月島仁兵衛）※隨漫畫第16卷發售
- 閃爍的青春（小湊亞耶）※隨漫畫第12卷發售
- BROTHERS CONFLICT 第1話 聖夜（朝日奈風斗）

2015年
- 常住戰陣！！蟲奉行「學園蟲奉行」（月島仁兵衛）※隨漫畫第17卷發售

2016年
- 亞爾斯蘭戰記「汗血戀路」（奇夫、那爾撒斯的戀人／達龍的戀人／耶拉姆的戀人）
- 高校星歌劇 第1期 OVA1（虎石和泉）[10]
- 高校星歌劇 第1期 OVA2（虎石和泉）[10]
- 亞爾斯蘭戰記「友情之宴」（奇夫）

2018年
- 高校星歌劇 in 萬聖節 OVA3（虎石和泉）[11]

### 劇場版動畫
2006年
- 孤獨之城的優娜（ガルダ）

2010年
- 10th週年劇場版 遊戲王 ～超融合！跨越時空的羈絆～（遊城十代）

2014年
- 動畫電影 宇宙兄弟（南波日日人）

2015年
- 境界的彼方-I'LL BE HERE-過去、未來篇（神原秋人）
- 明治東京戀伽【劇場版】明治東京戀伽 ～弦月的小夜曲～（菱田春草）
- 亞人 -衝動-（渡邊）

2016年
- 明治東亰恋伽 ～花鏡の幻想曲～(菱田春草)

2017年
- 剧场版 黑執事 Book of the Atlantic 豪華客船篇（羅納德·諾克斯）

2023年
- 劇場版IDOLiSH7-偶像星願- LIVE 4bit BEYOND THE PERiOD（四葉環[12]）

2025年
- IDOLiSH7-偶像星願- First BEAT! 劇場總集篇 前篇（四葉環[13]）
- IDOLiSH7-偶像星願- First BEAT! 劇場總集篇 後篇（四葉環[13]）

### 網路動畫
2019年
- SD高达世界 三国创杰传（张飞神高达）

2020年
- 射擊覺醒！激鬥瓶蓋人（帆狩琉）

2022年
- 電馭叛客：邊緣行者（大衛）

### 遊戲
- 家庭教師HITMAN REBORN! ドリームハイパーバトル!（迪諾）
- 家庭教師HITMAN REBORN! Let's 暗殺!? 狙われた10代目!（迪諾）
- 逆轉裁判4 音像錄影帶（王泥喜法介）
- 遊戲王GX Tag Force（遊城十代）
- VitaminZ（成宮天十郎）
  - VitaminZ
  - VitaminZ Revolution
  - VitaminXtoZ
  - VitaminZ Graduation
- 断罪のマリア（ジョーカー / ビフロンス）
- 燃燒驅動（大地）
- scared rider xechs（無月・ヒジリ）
  - scared rider xechs
  - scared rider xechs-STARDUST LOVERS-
- デザート・キングダム（セラ）
- 天下一★戦国LOVERS（前田慶次）
- 恋愛番長 命短し、恋せよ乙女！Love Is Power！！！（爽やか番長）
  - 恋愛番長2 MidnightLesson!!!
- BROTHERS CONFLICT 系列
  - BROTHERS CONFLICT PASSION PINK（朝日奈風斗）
  - BROTHERS CONFLICT BRILLIANT BLUE（朝日奈風斗）
- 薄櫻鬼 幕末無双錄（桂小五郎）
- Double Score 〜Marguerite×Tulip〜（土夢）
- Glass Heart Princess（柾木真之介）
- 湯之花SpRING！（片桐金太郎）
- Marginal#4 (野村エル)
- アイ★チュウ（愛童星夜）
- Final Fantasy XIV：新生艾奧傑亞（ウリエンジェ）
- IDOLiSH7（四葉環）
- 喧嘩番長 乙女（箕輪斗々丸）
- 幽幻ロマンチカ（ヒフミ）
- ボーイフレンド(仮)(男友伴身邊)（喜多川翔太）
- I DOLL U（御神ルカ）
- Un:BIRTHDAY SONG～愛を唄う死神～（早坂静流）
- 爽海バッカニアーズ（クレイヴ・フォスター）
- Loveスクランブル（眠らぬ街のシンデレラ より、北大路悠月）
- デザート・キングダム ポータブル(沙漠王國)（セラ）
- 王宮のトリップテーラー（スペキュロース ）
- Photograph Journey～恋する旅行・静岡編＆長崎編～（七種瑞樹 ）
- 金色のコルダ3 AnotherSky feat.天音学園（ソラ ）
- 金色のコルダ3 AnotherSky feat.至誠館（ソラ ）
- 金色のコルダ3 AnotherSky feat.神南（ソラ ）
- -8(マイナスエイト)（倉持青葉 ）
- 100日間のプリンセス (カイン＝ロッシュ)
- 造物法則(夜北)
- 消滅都市(路易)
- 拳皇全明星

2013年
- 劍為君舞（螢）
- 明治東京戀伽（菱田春草）
- 逆轉裁判5（王泥喜法介）

2014年
- 碧藍幻想（澤黑庫）
- 最終幻想14（於里昂熱·奧居雷）

2015年
- 劍為君舞 for V（螢）
- 偶像★進行曲(愛童星夜)
- 夢王國與沉睡中的100位王子殿下（柳）

2016年
- 闇影詩章 (圓桌武士・高文）
- 劍為君舞 百夜綴（螢）
- 文豪與鍊金術師（武者小路實篤）
- 超心動！文藝復興（墨之宮 葵）
- 募戀英雄（日向志音）
- 逆轉裁判6（王泥喜法介）
- 命運之子(弗雷)

2017年
- 在茜色世界與君詠唱（高杉晉作）
- 異度神劍2（婆娑羅）
- 仁王（片倉重長）
- 英雄聯盟-日服（影流之鐮·凱隱）
- 動物偶像（凱）

2018年
- Dragalia Lost ～失落的龍絆～（哈爾、卡爾）

2019年
- 魅影再臨EXOS HEROES（費爾南多）
- 在地下城尋求邂逅是否搞錯了什麼～記憶憧憬～（雅辛托斯·克里歐）
- 食之契約（武夷大紅袍）
- 寶可夢大師（藤樹）
- BUSTAFELLOWS（辺獄）
- 星際大戰絕地：組織殞落（索·格雷拉）

2020年
- 風呂戀～我的專屬入浴執事（有馬 颯）
- 時空中的繪旅人（艾因）
- 陰陽師(鬼童丸)
- 共生邱比特（薛爾比‧史奈爾）

2021年
- 金色琴弦星光樂團（瀨戶真白）
- 少女的王座：命運所在之處（阿爾貝·諾曼德）

2022年
- SD高達 激鬥同盟（哈梅斯·瑪基里）
- 拳皇XV（柯隆·麥克杜格爾）
- 明日方舟（伺夜）
- SympathyKiss 共鳴之吻（多井中法）

2023年
- 聖火降魔錄 結合（佛賈特）
- 超偵探事件簿 霧雨謎宮（狄思西可＝桑德波爾特）
- BUSTAFELLOWS SEASON2（辺獄）
- Cupid Parasite-共生邱比特-（薛爾比‧史奈爾）

2024年
- Fate/Grand Order（耀星的哈桑）
- RIDE KAMENS（颯 / 假面騎士颯）
- 歡迎來到夢樂園（拉澤萊特、艾德尼）
- Famicom偵探俱樂部 笑臉男EMIO（神原大輔）
- 機動戰士高達UC Engage（捷多·亞西塔「第2任」)
- 火焰之紋章 英雄（佛賈特、奧傑）

未知時期
- 二重螺旋（幻景）

### DVD
- Will Be There（The NaB's）
- 家庭教師ヒットマンREBORN! ボンゴレ最強のカルネヴァーレ4 RED
- ライブビデオ JAPAN 乙女♥Festival
- VitaminXtoZ いくぜっ!究極（ハイパー）★エクスプロージョン
- MEN'S DVD SERIES KENN 「一期一会 〜a-once-in-a-lifetime chance」
- VitaminZ～大阪・初夏の陣～
- VitaminZ～東京・盛夏の陣～

### 戲劇
- DVD Drama 斬セイバー（旁白）

### 舞台
- アマデウス・ジャパン
- 劇団おっ、ぺれったプロデュース ご都合主義で行こう!（北村東）
- SMILY☆SPIKY コントライブ それかおじゃん。
- NAO-TA! プロデュース
  - NAO-TA! プロデュース Vol.3 one and only 会えるよ…ほらね（マサル）
  - NAO-TA! プロデュース Vol.4 REPLAY（剣崎しん）
- 音樂劇 飛輪少年（美鞍葛馬）
  - ミュージカル エア・ギア
  - ミュージカル エア・ギア vs. バッカス Super Range Remix
  - ～ミュージカル「エア・ギア」vs. BACCHUS Top Gear Remix
- 音樂劇 守護甜心（月詠幾斗）
  - ミュージカル しゅごキャラ
- 音樂劇・網球王子（不二裕太）
  - 音樂劇・網球王子 More than Limit 聖ルドルフ学院
  - 音樂劇・網球王子 in winter 2004-2005 side 山吹feat.聖ルドルフ学院
  - 音樂劇・網球王子 Dream Live 2nd
  - 音樂劇・網球王子 The Imperial Match 氷帝学園
  - 音樂劇・網球王子 The Imperial Match 氷帝学園 in winter 2005-2006
  - 音樂劇・網球王子 Dream Live 7th
- WAKU & Kart Promotionプロデュース Magic ～そこにいてもいなくても～（木村ひろみ）
- マリア・マグダレーナ来日公演『マグダラなマリア』〜マリアさんのMad (Apple) Tea Party〜（カール男爵）

### 個人單曲
| 枚               | 發售日         | 名稱                | 規格品號 !                                                         | 規格品號 !                                                                              |
| 枚               | 發售日         | 名稱                | 品番                                                               | 価格                                                                                    |
| ---------------- | -------------- | ------------------- | ------------------------------------------------------------------ | --------------------------------------------------------------------------------------- |
| 1st Maxi Single  | 2008年5月28日  | 塔頂者たち          | AVCA-26510                                                         | $ 1,260                                                                                 |
| 2nd Maxi Single  | 2009年8月14日  | LIVIN' ON THE EDGE  | EM2R-00001                                                         | $ 2,000                                                                                 |
| 3rd Maxi Single  | 2011年1月1日   | SLASH!              | EM2R-00003                                                         | $ 2,000                                                                                 |
| 4th Maxi Single  | 2011年8月3日   | THE LIFE            | EM2R-00004                                                         | $ 2,000                                                                                 |
| 5th Maxi Single  | 2011年10月26日 | 東亰浪漫譚          | FVCG-1178                                                          | $ 1,260                                                                                 |
| 6th Maxi Single  | 2012年11月28日 | Pieces of My Wish   | 初回限定盤 FVCG-1217／通常盤 FVCG-1218                             | 初回限定盤 $ 1,890／通常盤 $ 1,260                                                      |
| 7th Maxi Single  | 2013年4月24日  | Sanctuary           | FVCG-1235                                                          | $ 1,260-(TAX IN)                                                                        |
| 8th Maxi Single  | 2013年10月30日 | 紅ノ夜ノ唄／Eidolon | FVCG-1269                                                          | $ 1,260-(TAX IN)                                                                        |
| 9th Maxi Single  | 2015年8月31日  | Dance in the Light  | KENN style盤：MESC-157 アニメイト限定版：ANI-1271 通常版：MESC-156 | KENN style盤： $ 1,800-(税別) アニメイト限定版： $ 2,000-(税別) 通常版： $ 1,000-(税別) |
| 10th Maxi Single | 2016年9月14日  | 約束                | KENN style盤：MESC-201 アニメイト限定版：ANI-1404 通常版：MESC-200 | KENN style盤： $ -(税別) アニメイト限定版： $ -(税別) 通常版： $ -(税別)                |
| 11th Maxi Single | 2019年1月30日  | 月灯りの狂詩曲      | KENN style盤：USSW-0148 アニメイト限定版：- 通常版：USSW-0149      | KENN style盤： $ -(税別) アニメイト限定版： $ -(税別) 通常版： $ -(税別)                |
| 12th Maxi Single | 2019年7月14日  | 一夜ノ永遠ニ君想フ  | KENN style盤：USSW-0190 アニメイト限定版：- 通常版：-              | KENN style盤： $ -(税別) アニメイト限定版： $ -(税別) 通常版： $ -(税別)                |

### 專輯
| 枚  | 發售日        | 名稱             | 規格      | 規格            |  |
| 枚  | 發售日        | 名稱             | 品番      | 価格            |  |
| --- | ------------- | ---------------- | --------- | --------------- |  |
| 1st | 2014年5月28日 | KENN VOCAL ALBUM | FVCG-1299 | ¥2,500+¥200(税) |  |

### EP-迷你專輯
| 枚  | 發售日        | 名稱       | 規格     | 規格            |  |
| 枚  | 發售日        | 名稱       | 品番     | 価格            |  |
| --- | ------------- | ---------- | -------- | --------------- |  |
| 1st | 2021年12月1日 | Love Story | USSW-327 | ¥ 2,970（税込） |  |

## 外部連結
- （日語）KENN Official website
- （日語）KENN Official blog （页面存档备份，存于）
- （日語）The NaB's Official Site